# Calamus latifolius
Calamus latifolius là loài thực vật có hoa thuộc họ Arecaceae. Loài này được Roxb. mô tả khoa học đầu tiên năm 1814.

## Hình ảnh

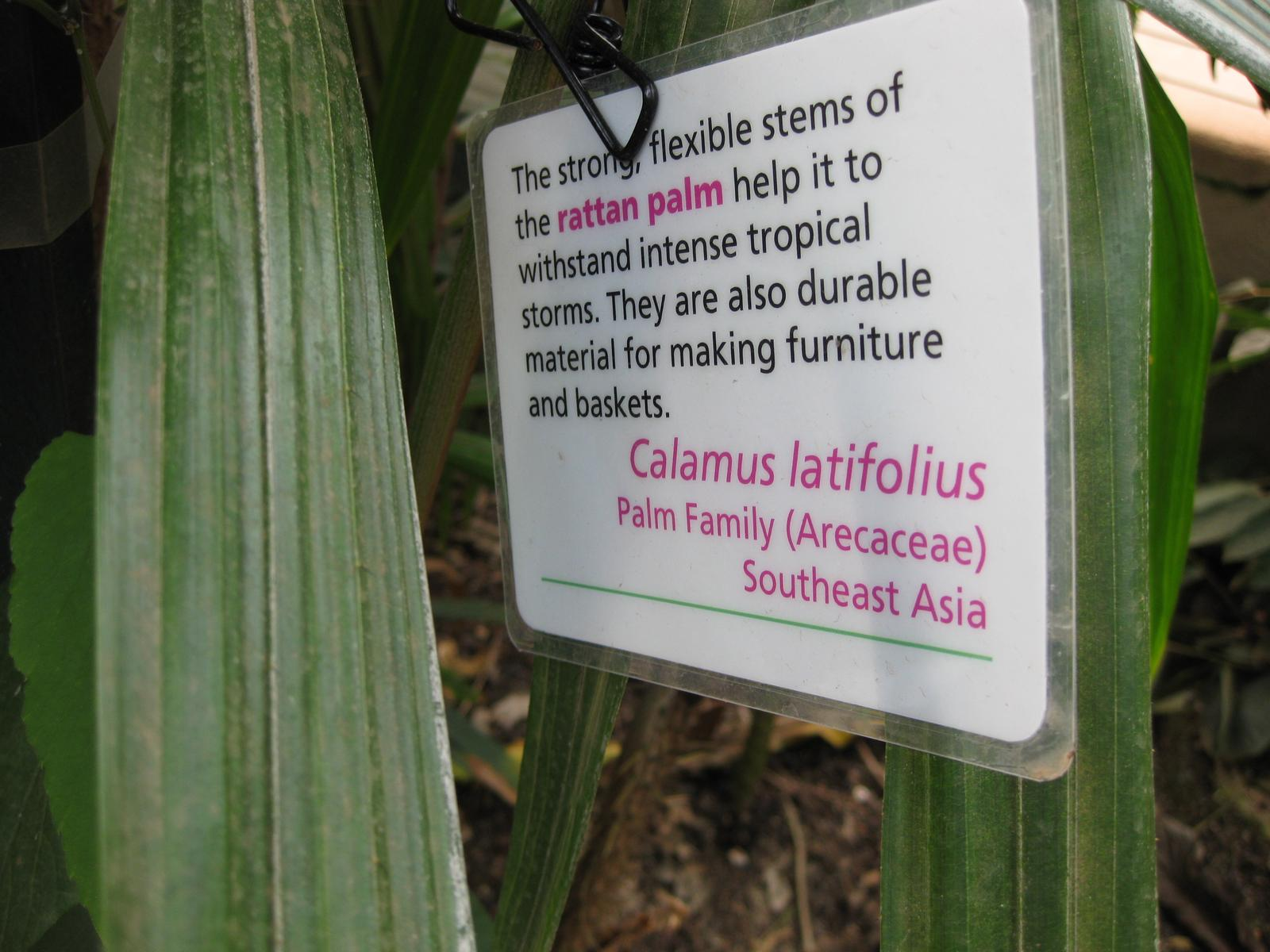